# Чемпионат мира по ралли среди юниоров

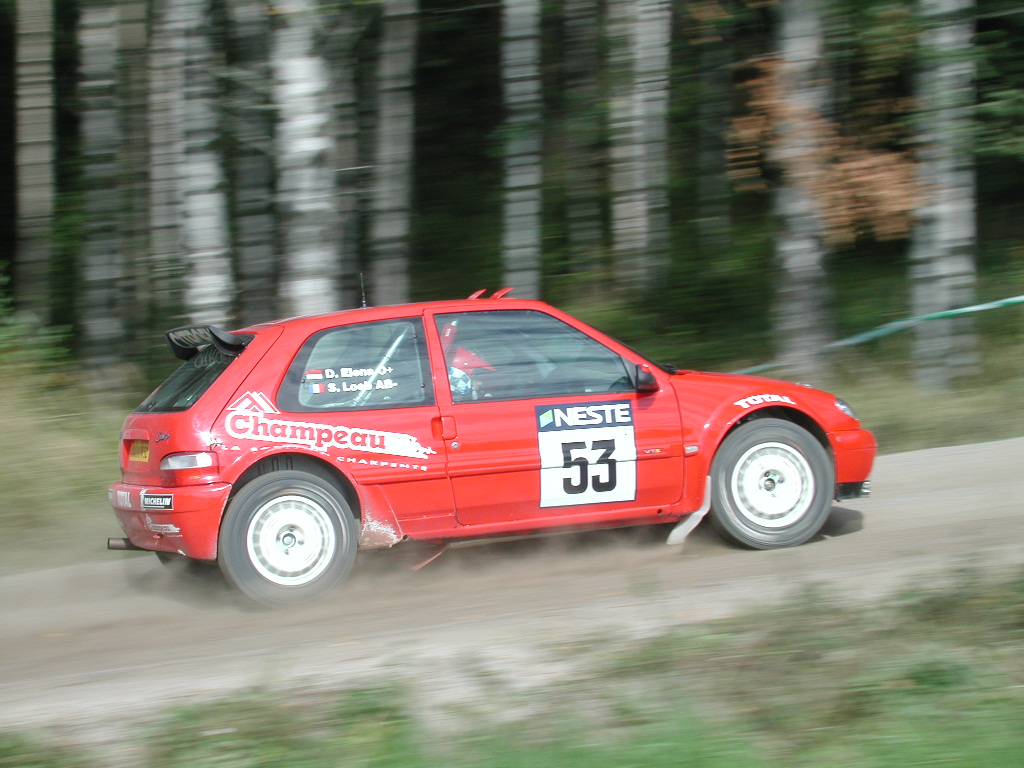
Себастьен Лёб в 2001 году

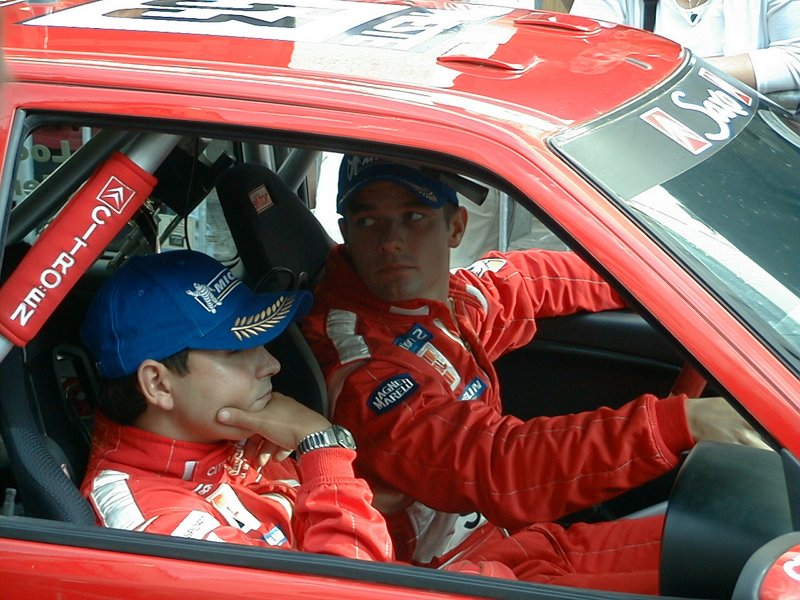
Себастьен Лёб и Даниэль Элена в 2001 году

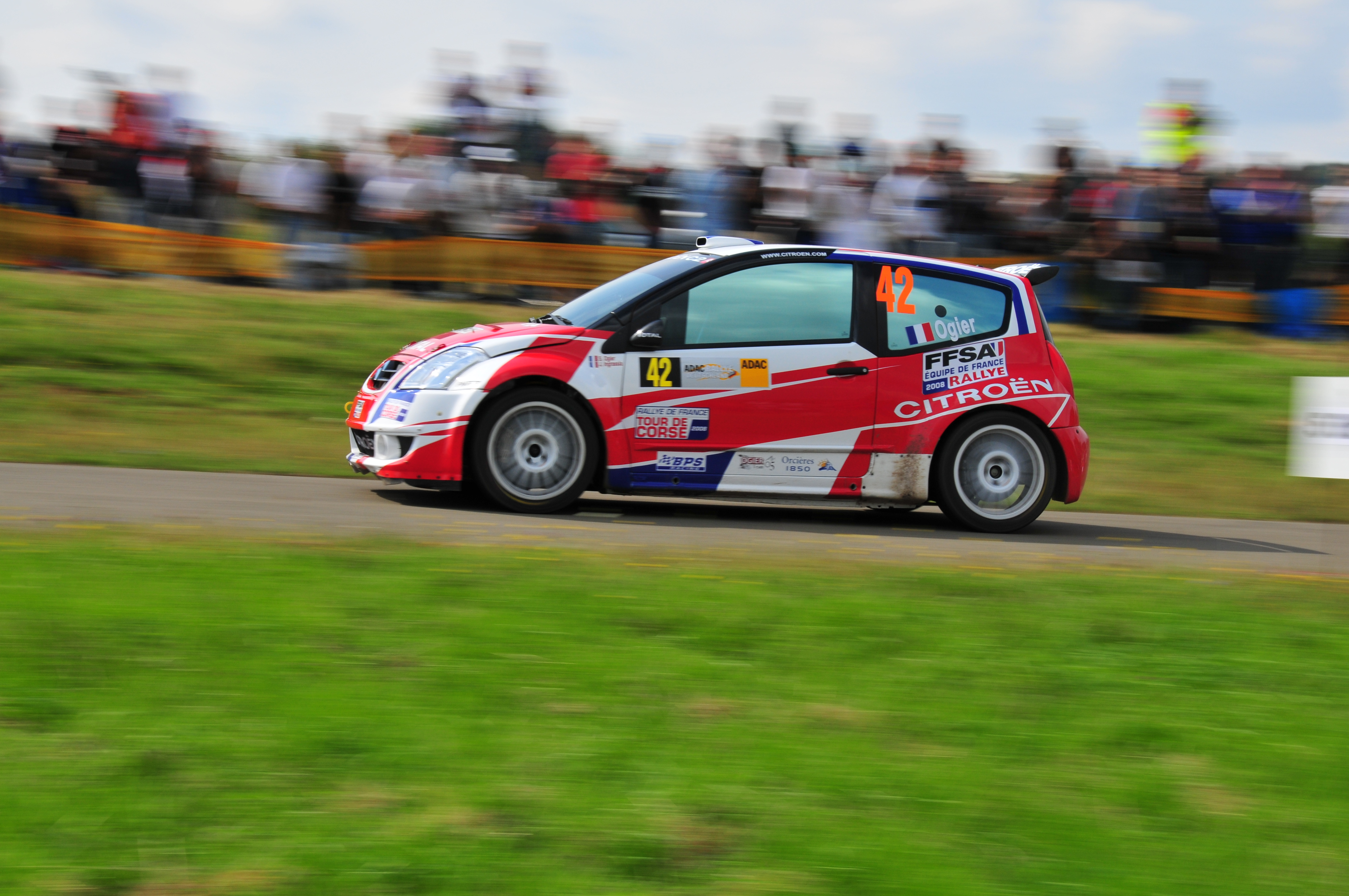
Себастьен Ожье в 2008 году

Чемпионат мира по ралли среди юниоров (FIA Junior World Rally Championship или J-WRC) — юниорская серия чемпионата мира по ралли, именовавшаяся также Кубок FIA в классе Super 1600 в 2001 году, Чемпионат FIA по ралли среди юниоров (JRC) в 2007 году и Академия WRC в 2011-2012 годах. Этапы чемпионата J-WRC проходят в рамках этапов чемпионата мира. Серия создана специально для предоставления молодым пилотам возможности приобрести необходимый опыт и шанса обратить на себя внимание.
Чемпионат впервые был проведен в 2001 году и включал в себя шесть этапов в Европе. Первым чемпионом этой серии стал Себастьен Лёб, будущий 9-кратный чемпион мира по ралли, выступая на Citroën Saxo VTS S1600. А в 2008 году победил Себастьен Ожье на Citroën C2 S1600, будущий 7-кратный чемпион мира. Также данная серия стала отправной точкой для таких известных раллистов, как Дани Сордо, Тьерри Невилль, Элфин Эванс, Крейг Брин и других.

## Правила
Начиная с 2011 года в турнире можно использовать только машины одной модели с одинаковым уровнем доработок, переднеприводные, с невысокой степенью форсировки двигателя. В 2017-19 годах использовался Ford Fiesta R2Ts, в настоящий момент - Ford Fiesta Rally4. С сезона 2008 года, все участники обязаны носить нашейные устройства безопасности (HANS). Чтобы сократить расходы на чемпионат, количество шин, используемых в этапах и число механиков ограничены. Все участники должны использовать моношины от одного производителя (в данный момент — Pirelli). 
Система начисления очков аналогична другим чемпионатам под патронажем FIA (очки начисляются пилотам, которые классифицированы в первой десятке, за победу дается 25 очков). С 2018 года на последнем этапе сезона присуждаются двойные очки. В отличие от старших категорий дополнительный комплект очков за Power Stage в юниорском чемпионате не разыгрывается, но есть возможность получить один бонусный балл в случае победы на всех этапах сезона.
С 2022 года планируется разделить юниорские первенства для каждой категории чемпионата мира. Таким образом в WRC-2 и WRC-3 будут отдельные юниорские зачёты (ограничение по возрасту до 30 и 29 лет соответственно). Аналогично будет организовано разделение и в чемпионате Европы по ралли (ERC-3 до 28 лет, ERC-4 до 27 лет). Также по новым правилам после завоевания чемпионского титула больше не будет возможности продолжать выступление в серии.

## Чемпионы
| Кубок FIA по ралли в классе Super 1600          | Кубок FIA по ралли в классе Super 1600 | Кубок FIA по ралли в классе Super 1600 | Кубок FIA по ралли в классе Super 1600 |
| Сезон                                           | Пилот                                  | Штурман                                | Автомобиль                             |
| ----------------------------------------------- | -------------------------------------- | -------------------------------------- | -------------------------------------- |
| 2001                                            | Себастьен Лёб                          | Даниэль Элена                          | Citroën Saxo VTS S1600                 |
| Чемпионат мира по ралли в классе Junior (J-WRC) |                                        |                                        |                                        |
| 2002                                            | Даниэль Сола                           | Давид Морено, Алекс Романи             | Citroën Saxo VTS S1600                 |
| 2003                                            | Брис Тирабасси                         | Жак-Жульен Ренуччи                     | Renault Clio S1600                     |
| 2004                                            | Пер-Гуннар Андерссон                   | Йонас Андерссон                        | Suzuki Ignis S1600                     |
| 2005                                            | Дани Сордо                             | Марк Марти, Ориоль Юлия                | Citroën C2 S1600                       |
| 2006                                            | Патрик Санделл                         | Эмиль Аксельсон                        | Renault Clio S1600                     |
| Чемпионат FIA по ралли в классе Junior (JRC)    |                                        |                                        |                                        |
| 2007                                            | Пер-Гуннар Андерссон                   | Йонас Андерссон                        | Suzuki Ignis S1600                     |
| Чемпионат мира по ралли в классе Junior (J-WRC) |                                        |                                        |                                        |
| 2008                                            | Себастьен Ожье                         | Жюльен Инграссия                       | Citroën C2 S1600                       |
| 2009                                            | Мартин Прокоп                          | Ян Томанек                             | Citroën C2 S1600                       |
| 2010                                            | Аарон Буркат                           | Андре Качел                            | Suzuki Ignis S1600                     |
| Академия WRC                                    |                                        |                                        |                                        |
| 2011                                            | Крейг Брин                             | Гарет Робертс                          | Ford Fiesta R2                         |
| 2012                                            | Элфин Эванс                            | Фил Пью                                | Ford Fiesta R2                         |
| Чемпионат мира по ралли в классе Junior (J-WRC) |                                        |                                        |                                        |
| 2013                                            | Понтус Тидеманд                        | Ола Флоне                              | Ford Fiesta R2                         |
| 2014                                            | Стефан Лефевр                          | Томас Дюбуа                            | Citroën DS3 R3T                        |
| 2015                                            | Кентен Жильбер                         | Рено Жамуль                            | Citroën DS3 R3-MAX                     |
| 2016                                            | Симоне Темпестини                      | Джованни Берначчини                    | Citroën DS3 R3Ts                       |
| 2017                                            | Нил Соланс                             | Мигель Ибаньес                         | Ford Fiesta R2                         |
| 2018                                            | Эмиль Бергквист                        | Ола Флоне, Йохим Сёберг, Патрик Барф   | Ford Fiesta R2                         |
| 2019                                            | Ян Соланс                              | Мауро Баррейро                         | Ford Fiesta R2                         |
| 2020                                            | Том Кристенссон                        | Йохим Сёберг                           | Ford Fiesta Rally4                     |
| 2021                                            | Сами Паяри                             | Марко Салминен                         | Ford Fiesta Rally4                     |
| 2023                                            | Уилльям Крейтон                        | Лиам Риган                             | Ford Fiesta Rally3                     |

## Галерея

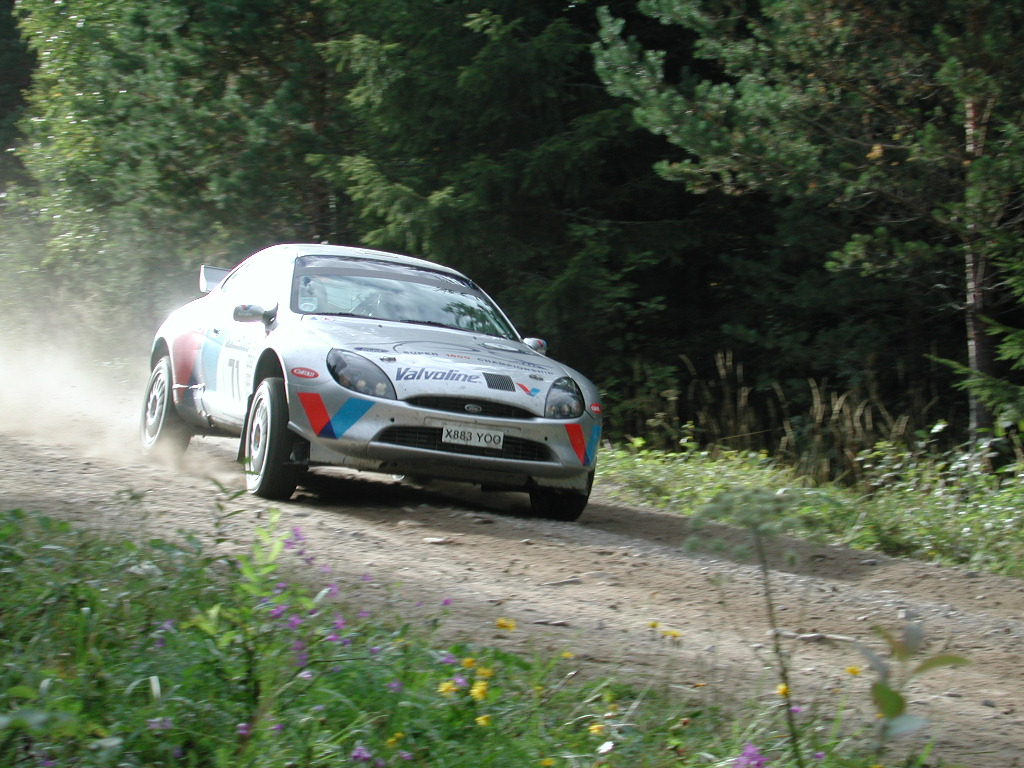
Франсуа Дюваль за рулём Ford Puma S1600 в 2001 году.
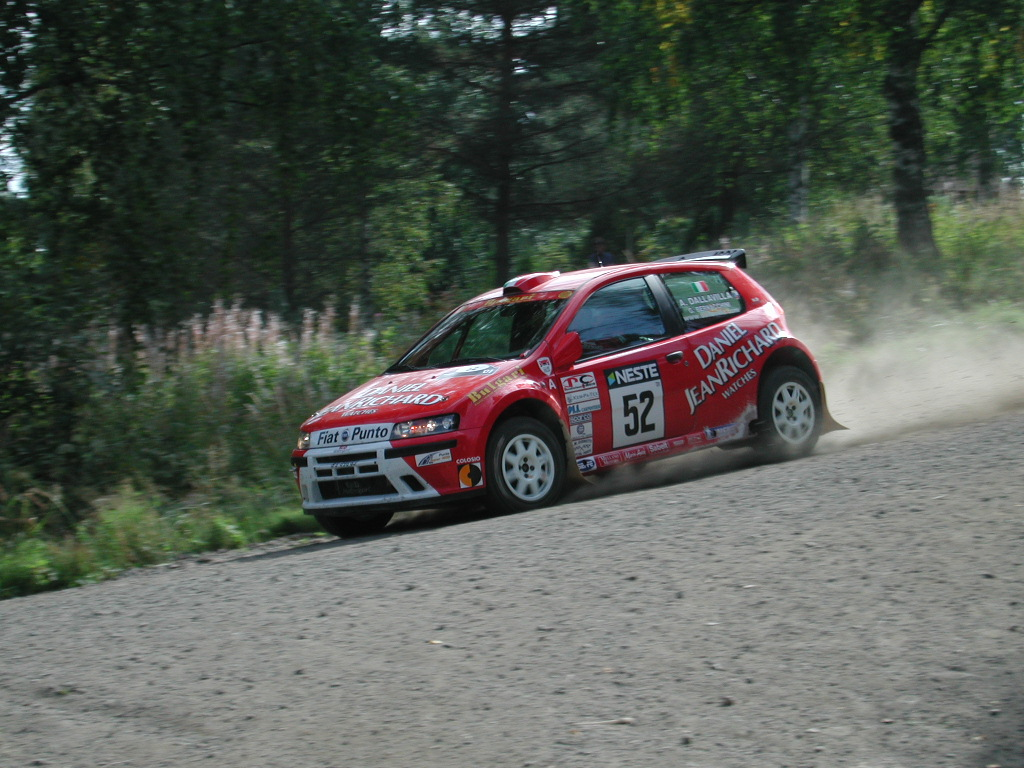
Fiat Punto S1600 в 2001 году.
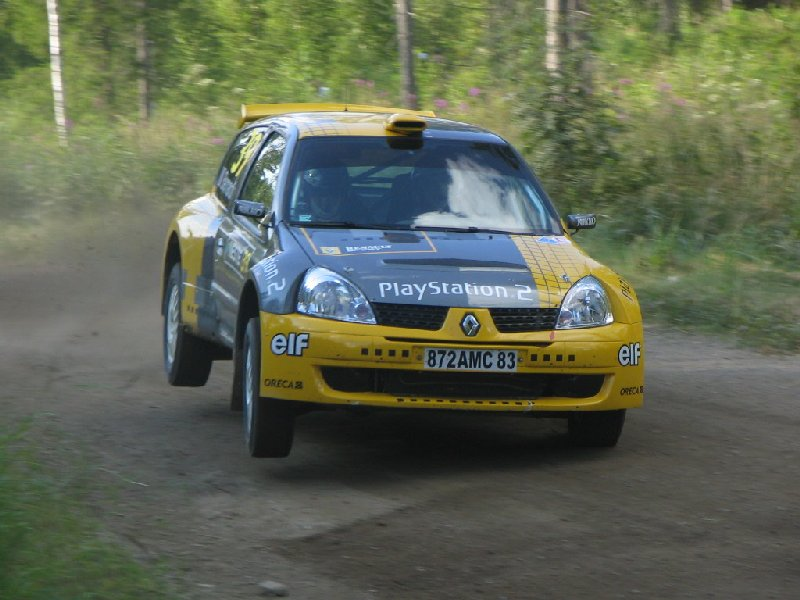
Renault Clio S1600 в 2004 году.
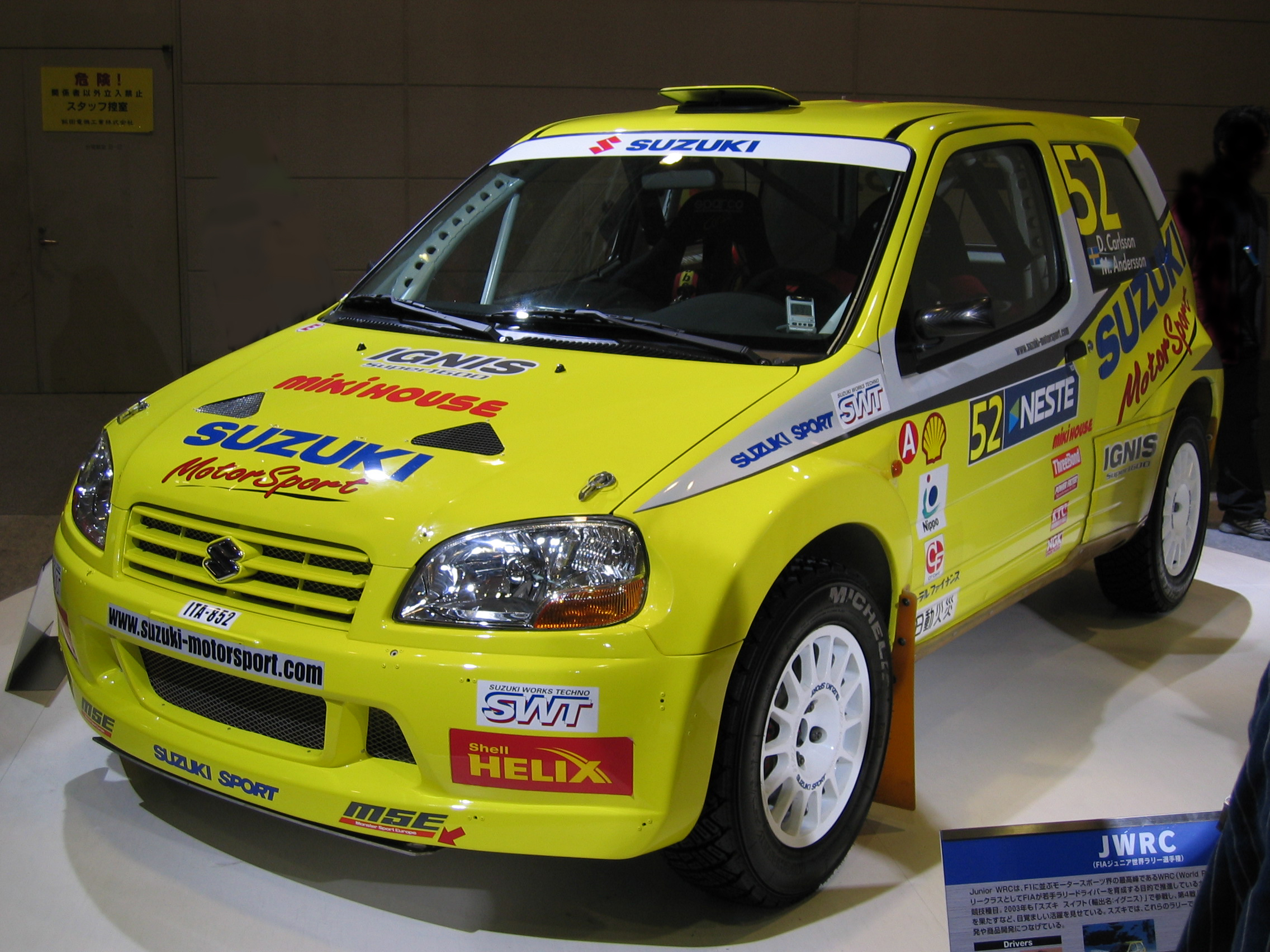
Suzuki Ignis S1600 на автошоу 2003 года.
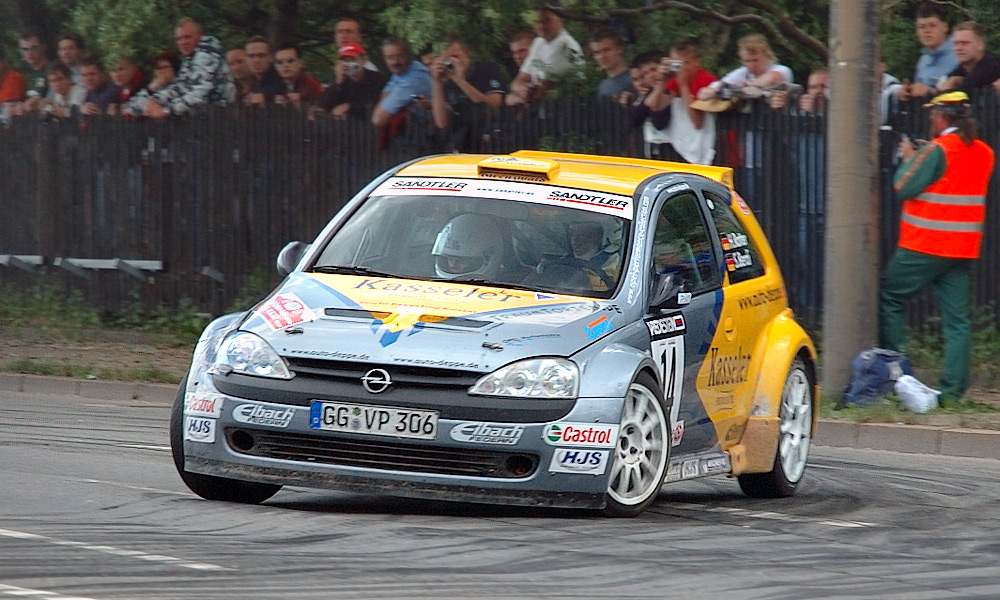
Opel Corsa S1600 в 2005 году.
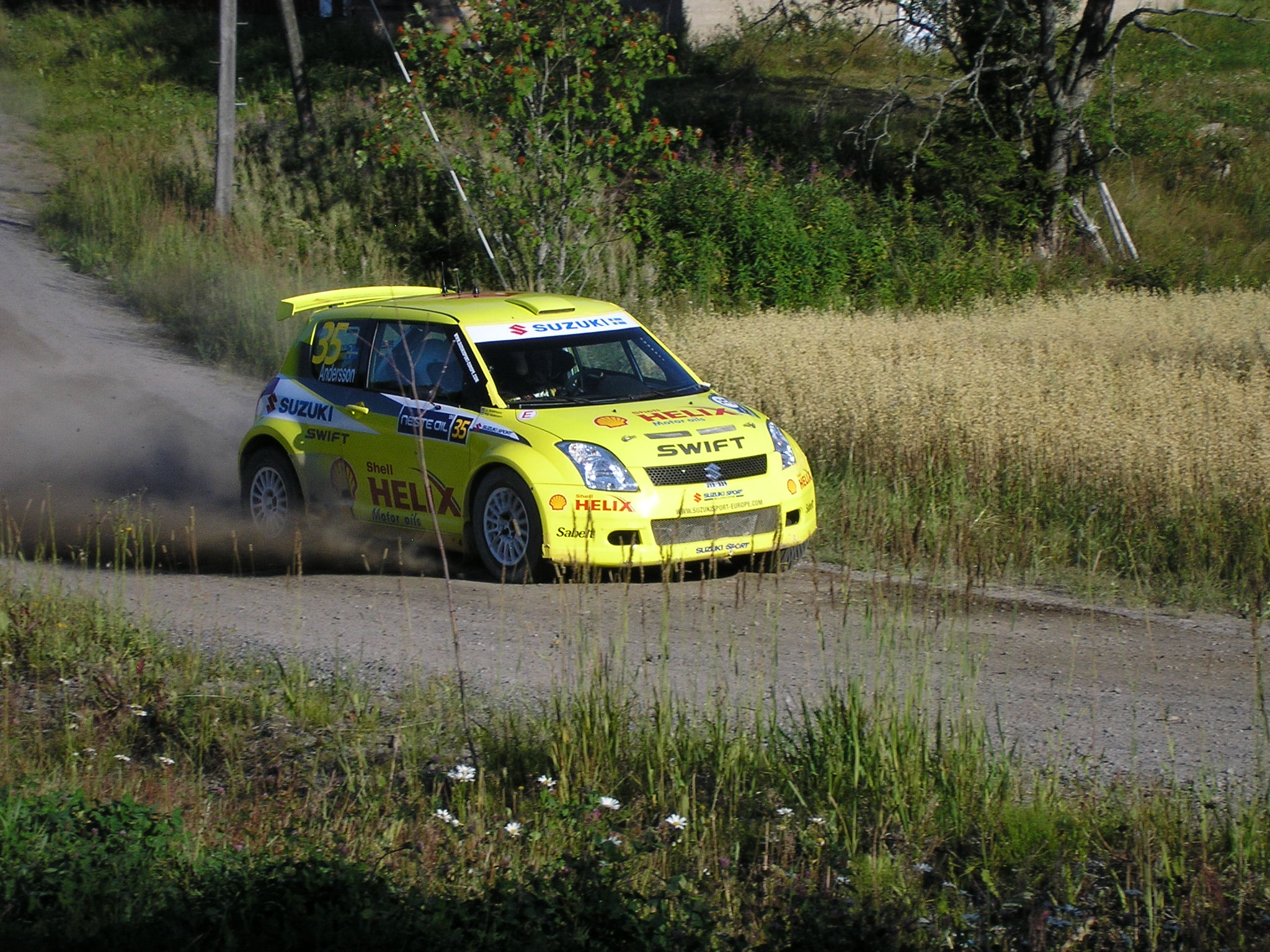
Пер-Гуннар Андерссон на Suzuki Swift S1600 в 2006 году.
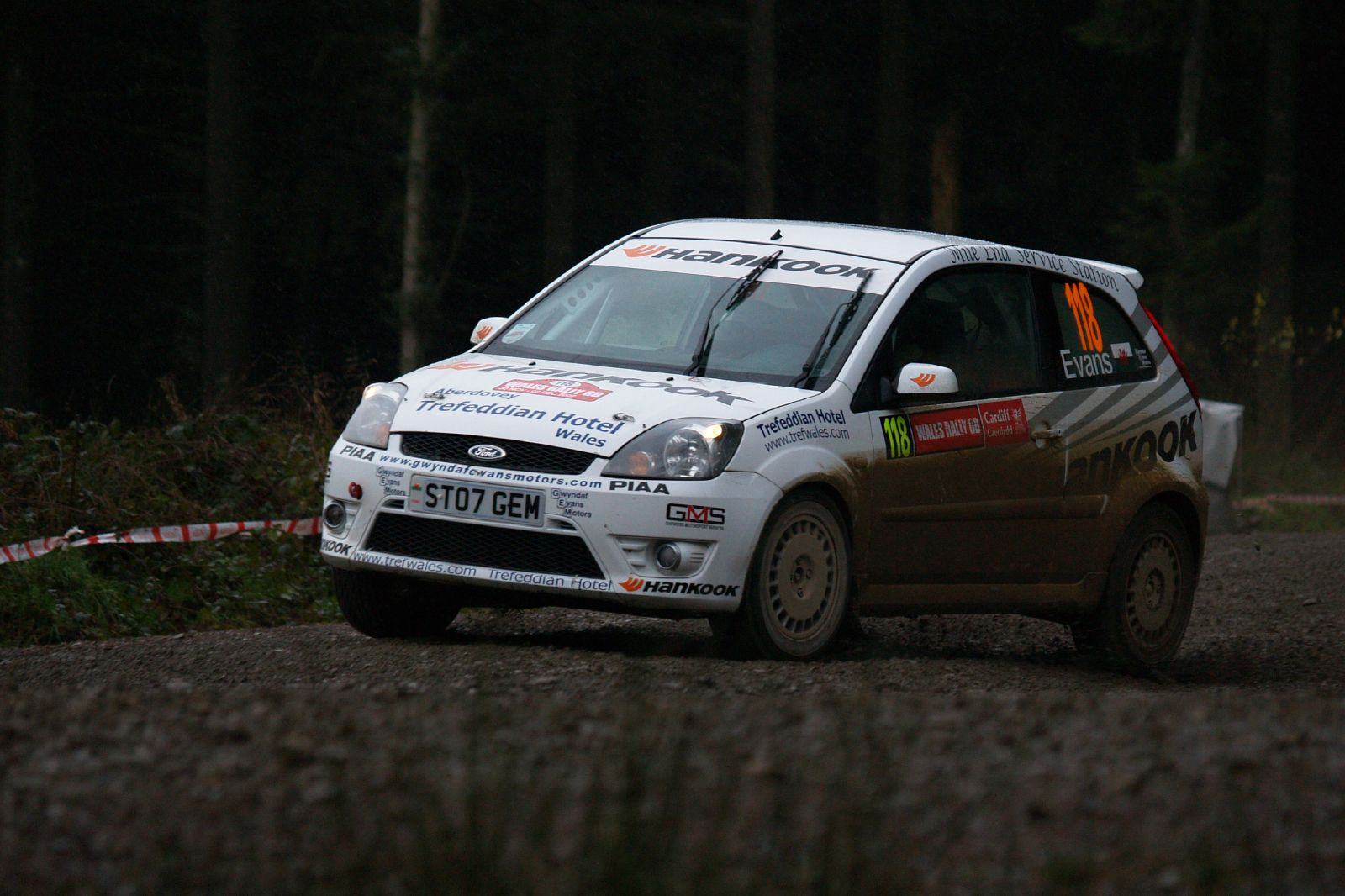
Ford Fiesta ST в 2007 году.
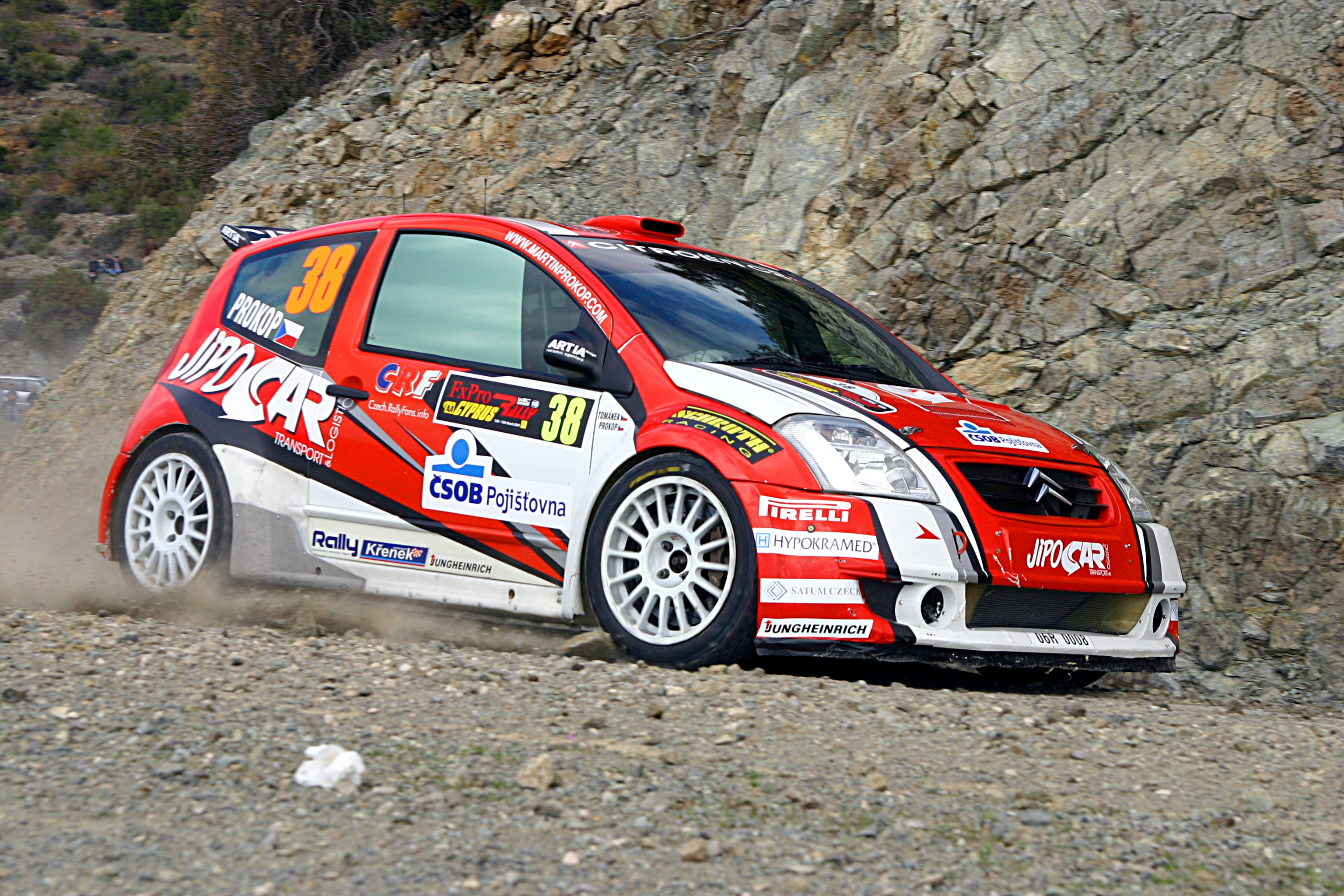
Мартин Прокоп на Citroën C2 S1600 в 2009 году.
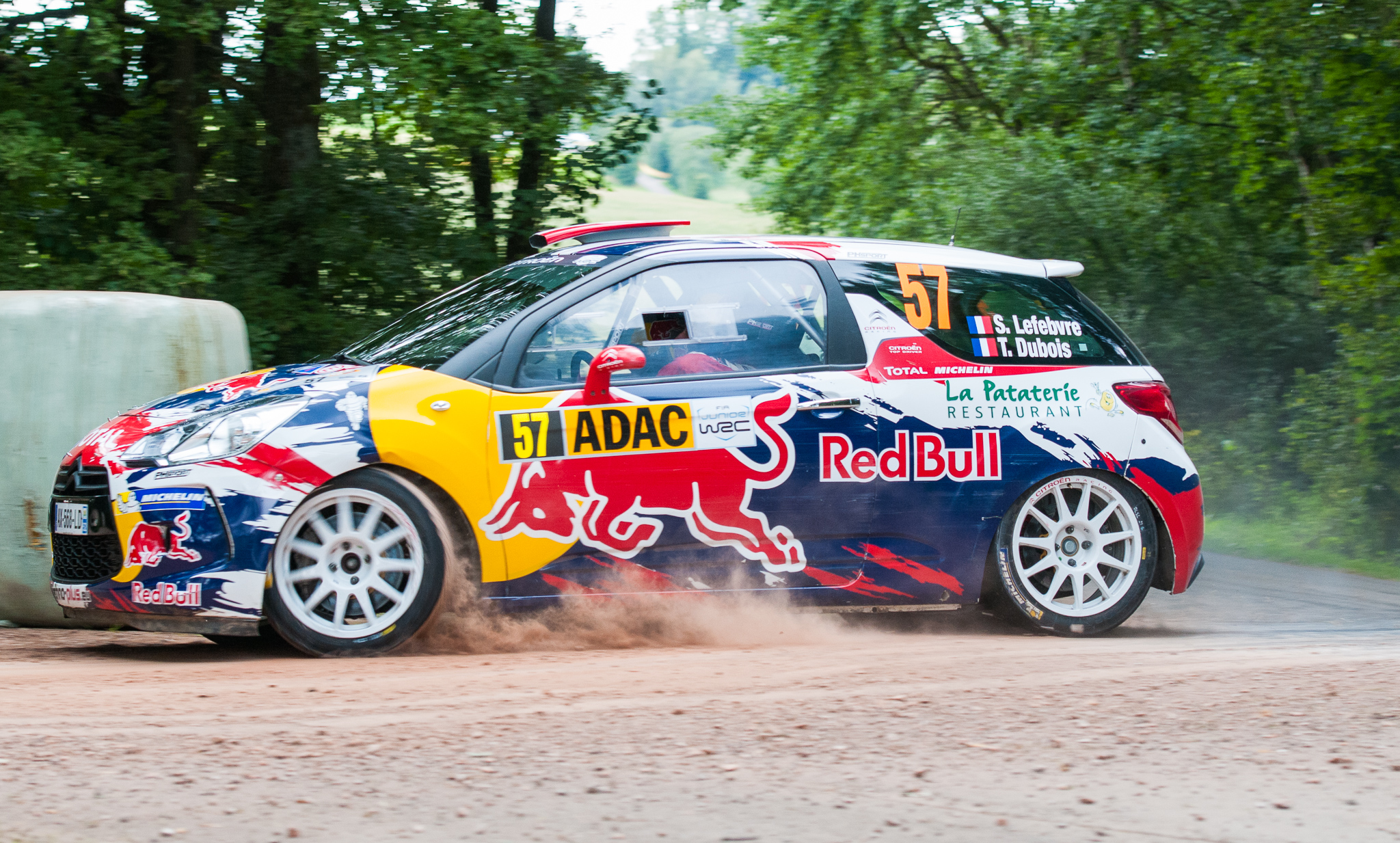
Стефан Лефевр на Citroën DS3 R3T в 2014 году.